# 以藏 (电影)
《以藏》是由三池崇史執導的一部作品。在2004年於日本上映，该电影讲的复活后的冈田以藏为了寻找仇人而不断杀戮的故事。

## 故事
剑客冈田以藏死后，因为一些原因而复活，而复活后的他却渴望复仇，并且在复仇的时候杀死了很多人，并且在不断地杀戮中，逐渐变得残忍，而这却并不说以藏所希望的，不过在其好友萨娅的帮助下，他渐渐的试图去控制自己的兽性。
不过，虽说他似乎是完成了复仇，但是……
最后，完成复仇的以藏以婴儿的方式出现在了萨娅的面前……

## 演員表
- 远藤宪一
- 寺岛进
- 松田龙平
- 美木良介
- 石桥莲司
- 内田裕也
- 中山麻理
- 胜野洋
- 及川光博
- 本宫泰风
- 菅田俊
- Teah Teah
- 五十岚信次郎
- 石山雄大
- 高濑春奈
- 波布·萨普
- 北野武
- 曾根晴美
- 冈田真澄
- 片冈鹤太郎
- 树木希林
- 原田芳雄[6]

## 外部連結
- 烂番茄链接
- 互联网电影数据库（IMDb）上《以藏》的资料（英文）
- 豆瓣链接 （页面存档备份，存于）